# India (mèo)
India "Willie" Bush (13 tháng 7 năm 1990 - 4 tháng 1 năm 2009) là một con mèo đen thuộc sở hữu của cựu Tổng thống Hoa Kỳ George W. Bush và Đệ nhất phu nhân Laura Bush. Nó sống với gia đình Bush trong gần hai thập kỷ.
Gia đình Bush mua lại India một con mèo lông ngắn Hoa Kỳ màu đen thuộc giống cái, khi còn là một chú mèo con vào cuối năm 1991 hoặc 1992 khi hai cô con gái sinh đôi của họ Barbara và Jenna Bush chín tuổi. India vẫn ở cùng với George và Laura Bush khi con gái họ rời trường đại học. Con mèo di chuyển cùng với Bush đến Nhà Trắng từ Dinh thự của Thống đốc Texas ở Austin vào đầu năm 2001 sau khi ông Bush nhậm chức Tổng thống.
Mặc dù sống tại Nhà Trắng với Gia đình Tổng thống, India phần lớn bị lu mờ trên truyền thông bởi hai trong số những con chó sục Scotland nổi tiếng hơn của Bush, Barney và Miss Beazley. Tuy nhiên, nó đã được nhìn thấy trong các video "Barneycam" do nhân viên Nhà Trắng sản xuất vào khoảng thời gian Giáng sinh, lần đầu tiên nó ở đâu trong Nhà Trắng với tên video Where in the White House is Miss Beazley?, đoạn clip mà nó được gọi là "Willie". Những con chó đã nhận được sự chú ý của truyền thông nhiều hơn từ quân đoàn báo chí Nhà Trắng trong nhiệm kỳ tổng thống của Bush.
Con mèo của gia đình Bush đã xuất hiện trong Tạp chí kiến trúc tháng 3 năm 2008, với tên gọi "Willie", trong Phòng khách phía đông của Nhà Trắng.
India qua đời tại Nhà Trắng vào ngày 4 tháng 1 năm 2009, ở tuổi 18. Trong một tuyên bố với báo chí về cái chết của India, người phát ngôn của Đệ nhất phu nhân lưu ý rằng gia đình đã vô cùng đau buồn trước cái chết của con mèo của họ, và tiếp tục nói rằng India là một thành viên yêu quý của gia đình Bush trong gần hai thập kỷ và nó sẽ rất được nhớ đến.